# Las Gabias
Las Gabias ist eine Gemeinde im zentralen Südteil der Vega de Granada (Provinz Granada), etwa acht Kilometer südwestlich der Provinzhauptstadt Granada in der spanischen Region Andalusien. Die Gemeinde grenzt an die Gemeinden Vegas del Genil, Cúllar Vega, Churriana de la Vega, Alhendín, La Malahá, Chimeneas und Santa Fe.
Las Gabias besteht aus den Ortsteilen Gabia la Grande sowie Gabia Chica, welches im Jahr 1973 mit dem Ortsteil Hijar (Las Gabias) vereinigt wurde.

## Geschichte
Das Gemeindegebiet ist seit langer Zeit bewohnt. So wurde im Gemeindegebiet ein Taufbecken aus der Frühchristlichen Zeit gefunden so wie Reste einer römischen Olivenpresse. Ein Festungsturm aus maurischer Zeit war Verteidigungspunkt der Stadt Granada gegen den christlichen Vormarsch aus Alhama de Granada.

## Wirtschaft
Die örtliche Wirtschaft stützt sich auf Landwirtschaft sowie Ziegelproduktion, darüber hinaus ist Las Gabias eine große Schlafstadt und liegt innerhalb der Agglomeration von Granada. 
In Las Gabias wurde der erste vollständige Golfplatz der Provinz Granada sowie der Schießstand Juan Carlos I errichtet.
Maßlose Bebauung lässt, wie auch bei den anderen Gemeinde der Vega de Granada, den ländlichen Charakter der Gegend sowie die traditionellen Anbauformen verschwinden.